# Wasserschloss Tatenhausen

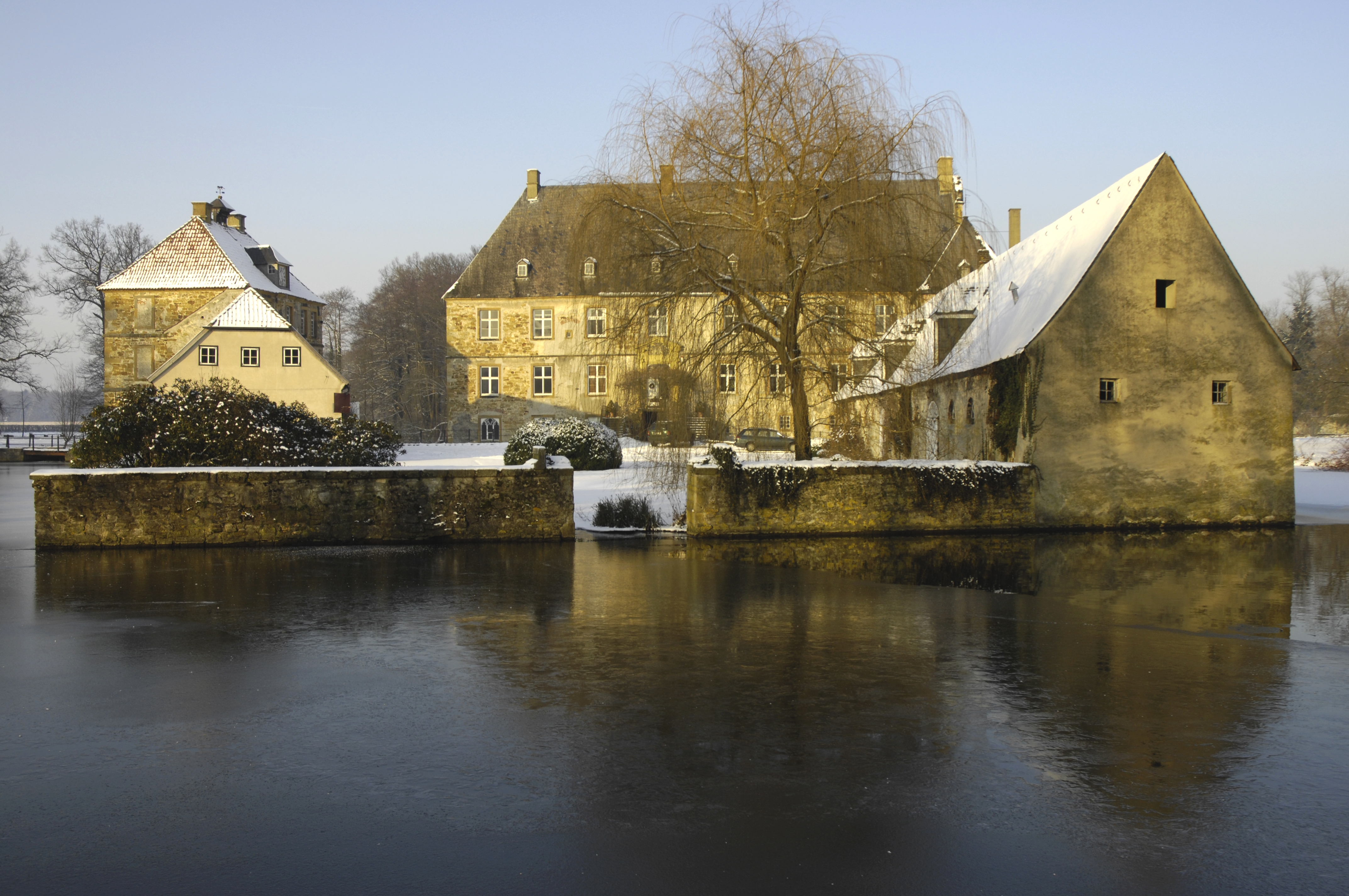
Schloss Tatenhausen (2010)

Das Wasserschloss Tatenhausen liegt im Tatenhauser Wald bei Halle im Kreis Gütersloh. Das Schloss war über 470 Jahre lang Stammsitz der Freiherren und Grafen von Korff genannt Schmising und befindet sich durch Erbschaft nun im Besitz der Familie Freiherren Teuffel von Birkensee. Urkundlich wird es bereits 1491 erwähnt, der damalige Besitzer war der Ritter Bernd Hoberg. Von 1812 bis 1816 lebte der Dichter des Hainbunds Friedrich Leopold zu Stolberg-Stolberg auf dem Wasserschloss.

## Beschreibung der Anlage

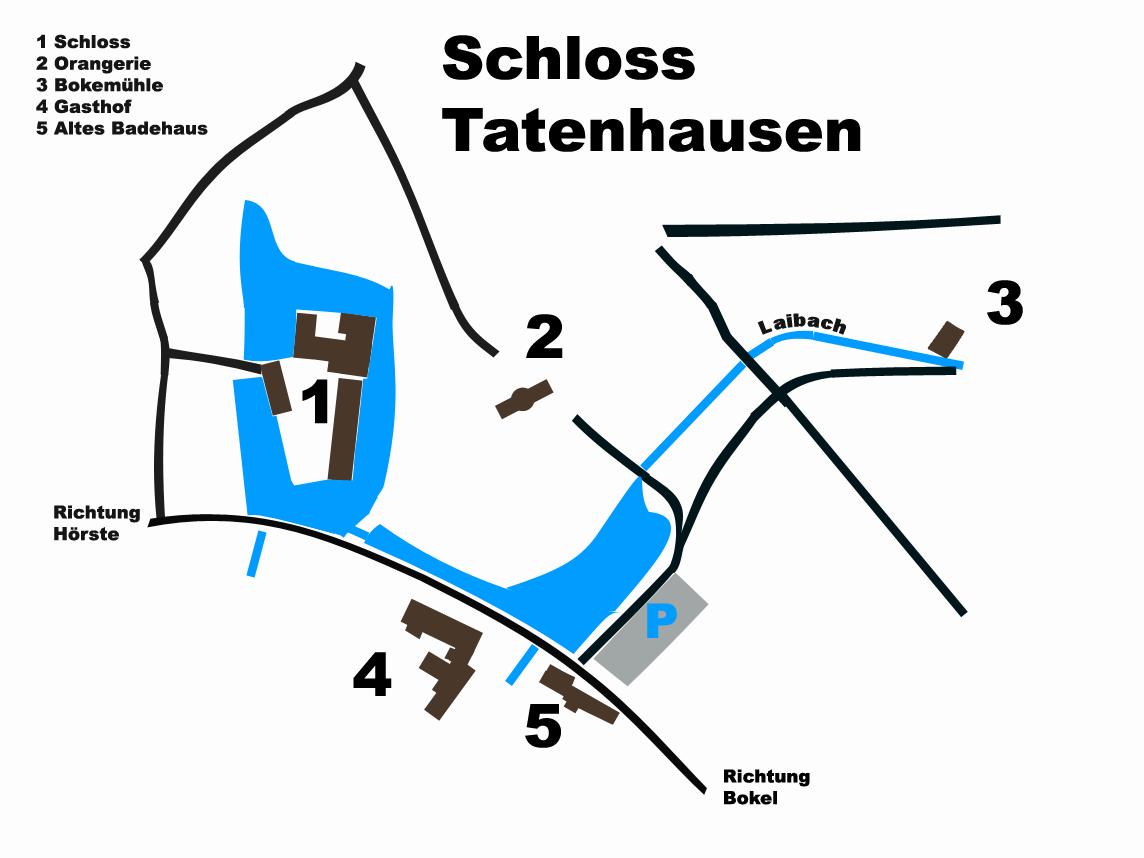
Lageplan

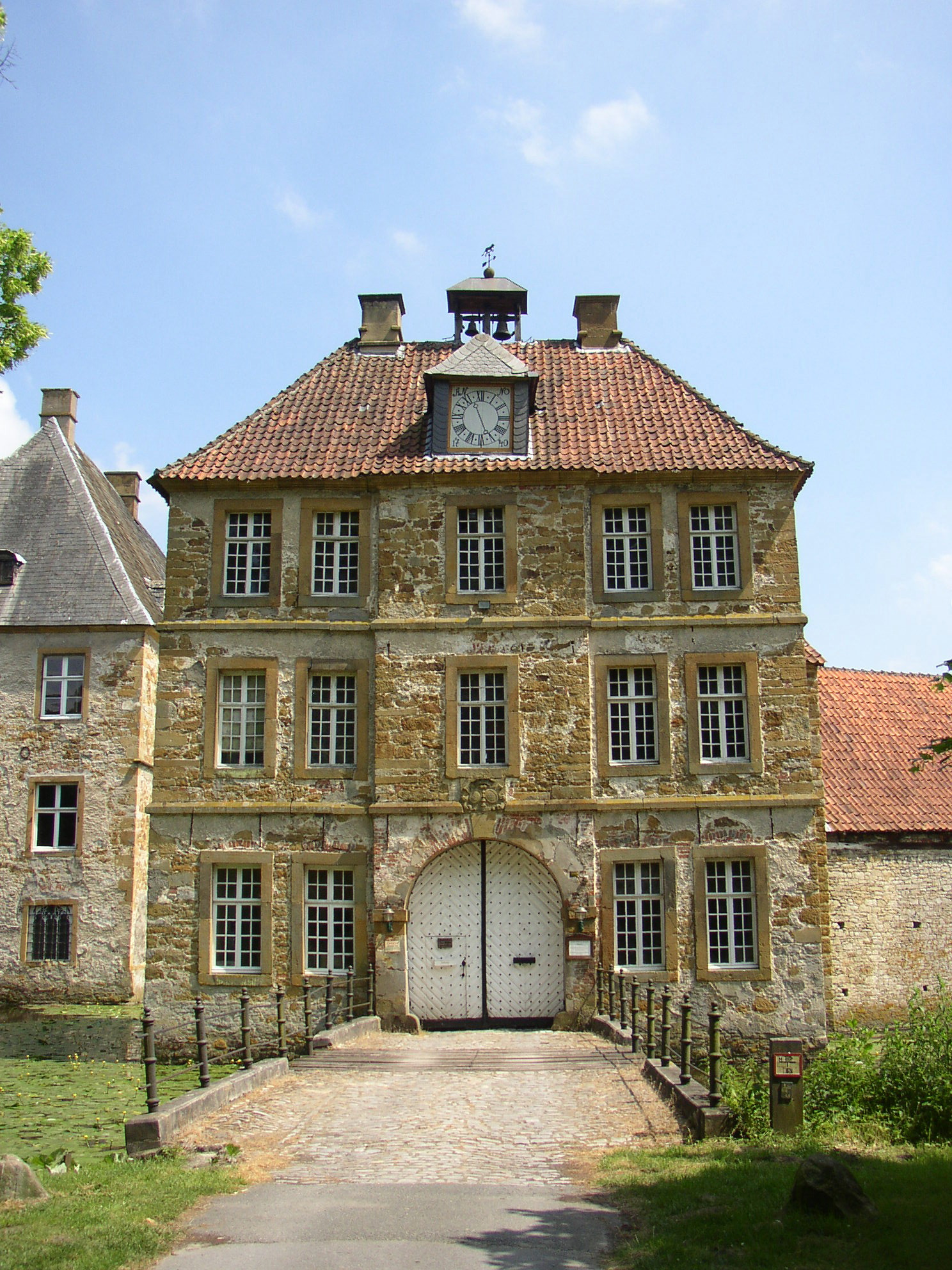
Torhaus

Der heute vorhandene Gebäudebestand wurde zunächst im Stil der Weserrenaissance erbaut. Die Errichtung des Haupthauses und des ersten Ostflügels mit Radzinnengiebeln und einem Treppenturm begann 1540 auf Fundamenten aus dem 14. Jahrhundert, nachdem die Familie Korff-Schmising 1524 den Besitz erworben hatte (Heinrich Korff-Schmising war der Schwiegersohn des letzten Hoberg). Der zweite Ostflügel wurde um 1671 zusammen mit dem Turm angebaut. Anfang 1700 wurde der Haupteingang, die Terrasse und der Westflügel im einfachen Barockstil hinzugefügt.
Die ebenfalls barocke Orangerie wurde 1751 von Johann Conrad Schlaun konzipiert, sie ist nicht öffentlich zugänglich. Der Schlosssee wird vom Laibach gespeist.
Die gesamte Anlage umfasst folgende Gebäude:
- Herrenhaus
- Torhaus
- Remise
- Wirtschaftsgebäude
- Orangerie
- Rentei
- kleine Scheune, große Scheune
- Stallgebäude
- Wohngebäude
- ehemaliges Badehaus
- Gasthof (Restaurant und Ferienwohnung)
- Ölmühle (Bokemühle)

Das Schloss und die Orangerie sind bewohnt.

## Heilbad Tatenhausen

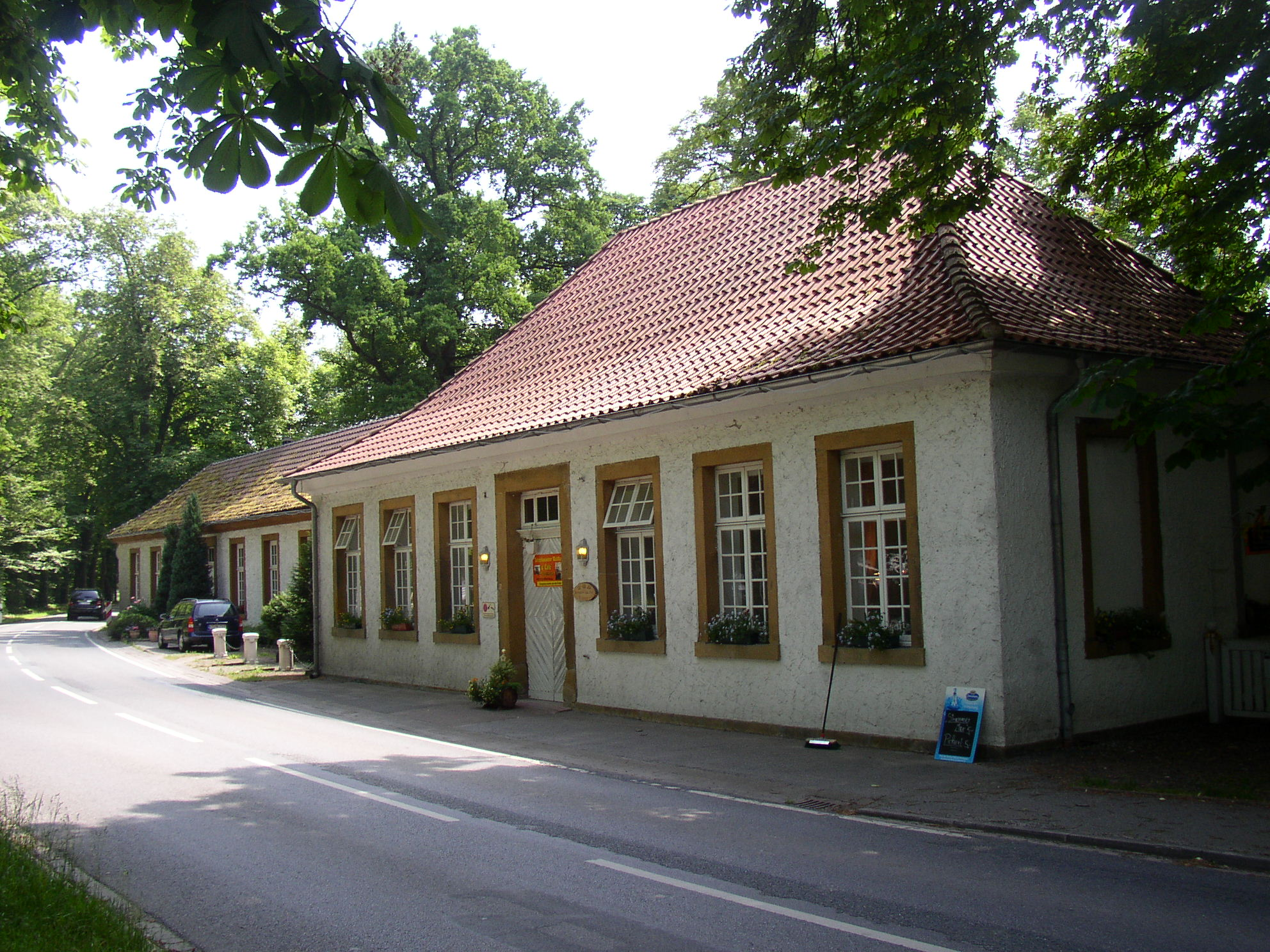
Ehemaliges Badehaus

Nach einem Bericht aus der Mitte des 18. Jahrhunderts wurden im Jahr 1720 in Tatenhausen Heilquellen entdeckt, aber erst 1799 aufgebohrt. Neben zwei erschlossenen Mineralwasserquellen wurden auch Schlammquellen mit Heilwirkung gefunden. In der Folge wurden Trinkkuren und Wasser- und Schlammbäder angeboten, aus dieser Zeit stammt auch das Badehaus. Die Bedeutung des Heilbads nahm gegen Ende des 19. Jahrhunderts bereits wieder ab, der Betrieb wurde schließlich eingestellt.

## Erreichbarkeit
Die Anlage liegt an der Versmolder Straße (L931) von Halle-Bokel nach Halle-Hörste. Mit dem Rad ist sie auf der BahnRadRoute Teuto-Senne zu erreichen, die von Osnabrück über Halle und Bielefeld nach Paderborn führt. Sie liegt auch am Haller Radrundweg R2.
Das Schloss Tatenhausen ist die Station 3 des Kulturpfades „Laibachweg“.

## Führungen
Führungen sind nach rechtzeitiger vorheriger Anmeldung möglich. Gezeigt und geschichtlich erläutert werden die Schlosshöfe und die Kapelle.